# Comuna Sălcuța, Dolj
Sălcuța este o comună în județul Dolj, Oltenia, România, formată din satele Mârza, Plopșor, Sălcuța (reședința) și Tencănău.

## Demografie
Componența etnică a comunei Sălcuța
     Români (62,99%)
     Romi (28%)
     Alte etnii (9,01%)
Componența confesională a comunei Sălcuța
     Ortodocși (90,6%)
     Alte religii (0,39%)
     Necunoscută (9,01%)
Conform recensământului efectuat în 2021, populația comunei Sălcuța se ridică la 2.032 de locuitori, în scădere față de recensământul anterior din 2011, când fuseseră înregistrați 2.319 locuitori. Majoritatea locuitorilor sunt români (62,99%), cu o minoritate de romi (28%). Din punct de vedere confesional, majoritatea locuitorilor sunt ortodocși (90,6%), iar pentru 9,01% nu se cunoaște apartenența confesională.

## Politică și administrație
Comuna Sălcuța este administrată de un primar și un consiliu local compus din 11 consilieri. Primarul, Aurica Giurcă[*], de la Partidul Social Democrat, este în funcție din octombrie 2020. Începând cu alegerile locale din 2024, consiliul local are următoarea componență pe partide politice:
|  | Partid                    | Consilieri | Componența Consiliului | Componența Consiliului | Componența Consiliului | Componența Consiliului | Componența Consiliului | Componența Consiliului | Componența Consiliului |
|  | ------------------------- | ---------- | ---------------------- | ---------------------- | ---------------------- | ---------------------- | ---------------------- | ---------------------- | ---------------------- |
|  | Partidul Social Democrat  | 7          |                        |                        |                        |                        |                        |                        |                        |
|  | Partidul Național Liberal | 3          |                        |                        |                        |                        |                        |                        |                        |
|  | Uniunea Salvați România   | 1          |                        |                        |                        |                        |                        |                        |                        |

## Personalități
- Constantin S. Nicolaescu-Plopșor